# Crioll jamaicà
El crioll o patuès jamaicà, anomenat localment Patois, Patwa o Patwah és una llengua criolla de base anglesa amb influències de l'Àfrica Occidental (la majoria de manlleus lingüístics són d'origen Akan) parlada principalment a Jamaica i a la diàspora jamaicana. La llengua es va desenvolupar durant el segle xvii, quan els esclaus de l'Àfrica Occidental i Central van ser exposats al vernacle i les formes dialectals de l'anglès parlades pels traficants d'esclaus: l'anglès britànic, l'scots i l'anglès irlandès. Aquestes formes van ser les que els esclaus van aprendre i nativitzar. El crioll jamaicà exhibeix una gradació entre les formes criolles més conservadores i les formes pràcticament idèntiques a l'anglès estàndard.
Els jamaicans es refereixen a la seva llengua com patuès. El terme patuès ve del francès antic, patois "dialecte local o regional" (anteriorment "discurs aspre, maldestre, o sense educació"), possiblement del verb patoier, "tractar aproximadament", que prové de pate, "pota", del Baix Fràncic * patta "sola del peu" + -ois, un sufix pejoratiu. Potser el terme va sorgir de la idea d'una manera maldestra o aspra de parlar. El vocabulari i la pronunciació jamaicans són significativament diferents de l'anglès, malgrat l'ús comú de derivats o paraules angleses. El patuès jamaicà té semblances amb el pidgin i les llengües criolles de l'Àfrica Occidental, a causa de la seva descendència comuna de la mescla de llengües de substrat africà amb llengües europees.
Existeixen comunitats importants de parlants de crioll jamaicà entre els expatriats jamaicans a Miami, Nova York, Toronto, Hartford, Washington DC, Nicaragua, Costa Rica i Panamà (en la costa caribenca), també a Londres, Birmingham, Manchester i Nottingham. Existeix una varietat mutualment inintel·ligible a l'arxipèlag colombià de San Andrés y Providencia, introduït a les illes pels descendents de cimarrons jamaicans (esclaus que van escapar) en el segle xviii.
El patuès jamaicà existeix majoritàriament com a llengua parlada i també és molt utilitzada per a finalitats musicals, especialment en el reggae i dancehall així com d'altres gèneres. Tot i que l'estàndard anglès britànic es fa servir per a la majoria de l'escriptura a Jamaica, el patuès jamaicà ha anat guanyant terreny com a llengua literària durant gairebé un centenar d'anys. Claude McKay va publicar el llibre de poemes jamaicans Songs of Jamaica l'any 1912. El patuès i l'anglès es fan servir amb freqüència per mostrar contrast estilístic (alternança de codi) en noves formes d'escriptura a internet.

## Fonologia
Els comptes de jamaicà patuès basilectal postulen al voltant de 21 consonants fonemàtiques i entre 9 i 16 vocals.
|                     | Labial | Labial | Alveolar | Alveolar | Post- alveolar | Post- alveolar | Palatal2 | Palatal2 | Velar | Velar | Glotal | Glotal |
| ------------------- | ------ | ------ | -------- | -------- | -------------- | -------------- | -------- | -------- | ----- | ----- | ------ | ------ |
| Nasal               |        | m      |          | n        |                |                |          | ɲ        |       | ŋ     |        |        |
| Oclusiva            | p      | b      | t        | d        | tʃ             | dʒ             | c        | ɟ        | k     | ɡ     |        |        |
| Fricativa           | f      | v      | s        | z        | ʃ              |                |          |          |       |       | (h)1   |        |
| Aproximant /lateral |        |        |          | ɹ        |                |                |          | j        |       | w     |        |        |
| Aproximant /lateral |        |        | l        |          |                |                |          |          |       |       |        |        |

^1  L'estat de /h/ com a fonema és dialectal: en varietats occidentals, és un fonema ple i hi ha parells mínims (/hiit/ 'impacte' i /iit/ 'menja'); en varietats centrals i orientals, la presència de [h] en una paraula és en variació lliure sense consonant de manera que les paraules per 'mà' (hand) i 'i' (and) (ambdues amb /an/) es poden pronunciar [han] o [an].
^2  Les aturades palatals [c], [ɟ] i [ɲ] són considerades fonemàtiques per uns i fonètiques per altres. Per a la segona interpretació, el seu aspecte és inclòs en el fenomen més gran de palatalització fonètica.
Els exemples de palatalització inclouen:
- /kiuu/ → [ciuː] → [cuː] ('a quarter quart (of rum)')
- /ɡiaad/ → [ɟiaːd] → [ɟaːd] ('guard')
- /piaa + piaa/ → [pʲiãːpʲiãː] → [pʲãːpʲãː] ('weak')

Les oclusives sonores són implosives sempre a l'inici de síl·labes prominents (especialment a principi de paraula), de manera que /biit/ ('vèncer') es pronuncia [ɓiːt] i /ɡuud/ ('bo/na'), [ɠuːd].
Abans d'una /l/ sil·làbica, el contrast entre les consonants alveolars i velars ha estat històricament neutralitzat amb les consonants alveolars que esdevenen velars de manera que la paraula per 'ampolla' és /bakl̩/ i la paraula per 'idle' és /aiɡl̩/.

Vocals del patuès jamaicà Harry (2006)

El patuès jamaicà té dos tipus d'harmonia vocàlica: harmonia de vocal perifèrica, en la qual seqüències úniques de vocals perifèriques (és a dir, /i/, /u/, i /a/) poden ocórrer en una síl·laba; i harmonia posterior, en la qual /i/ i /u/ no poden ocórrer conjuntament en una mateixa síl·laba (és a dir, /uu/ i /ii/ són permeses però */ui/ i */iu/ no). Aquests dos fenòmens tenen com a resultat tres vocals llargues i quatre diftongs:
| Vocal | Exemple | Anglès | Significat    |
| ----- | ------- | ------ | ------------- |
| /ii/  | /biini/ | tiny   | minúscul      |
| /aa/  | /baaba/ | barber | barber        |
| /uu/  | /buut/  | booth  | cabina        |
| /ia/  | /biak/  | bake   | coure al forn |
| /ai/  | /baik/  | bike   | bicicleta     |
| /ua/  | /buat/  | boat   | vaixell       |
| /au/  | /taun/  | town   | ciutat        |

## Variació sociolingüística
El patuès jamaicà presenta un continu crioll (o un continu lingüístic): la varietat de la llengua més propera a la llengua lexificant (l'acrolecte) no pot ser distingit sistemàticament de varietats intermèdies (col·lectivament referides amb el nom de mesolecte) o fins i tot de les varietats rurals més divergents (col·lectivament referides amb el nom de basilecte). Aquesta situació es va esdevenir degut al contacte entre parlants d'un nombre de llengües nigerocongoleses i diversos dialectes de l'anglès, els quals eren percebuts com a prestigiosos i l'ús dels quals portava a recompenses socio-econòmiques. ***El va giravoltar de l'ordre d'un parlant del continu generalment correspon a context social.***

## Gramàtica
El temps verbals del patuès jamaicà són fonamentalment diferents als de l'anglès. No existeixen els participis passats per mitjà de canvis morfològics; en comptes d'això, existeixen dues paraules per indicar el participi: en i a; les quals no són verbs, sinó senzillament partícules invariables que no poden fer-se servir soles com el verb ser (to be) en anglès.
Segons Bailey (1966), la categoria progressiva és marcada per /a~da~de/. Alleyne (1980) reclama que /a~da/ marca el progressiu i que l'aspecte habitual no es marca però es acompanyat amb paraules com "sempre", "normalment", etc. (i.e. és absent com a categoria gramatical). Mufwene (1984) i Gibson i Levy (1984) proposen una categoria habitual de passat únic marcada per /juusta/ com per exemple en /weɹ wi juusta liv iz not az kuol az iiɹ/ ('on vivíem no és tan fred com aquí').
Pel present, un verb sense desenllaç combinat amb un adverbi iteratiu indica un sentit rutinari, com per exemple en /tam aawez nuo kieti tel pan im/ ('En Tom sempre sap quan la Katy parla/ha parlat d'ell').
- en és un indicador de temps
- a és un marcador d'aspecte
- (a) go es fa servir per indicar futur
- /mi ɹon/
  - Corro habitualment; vaig córrer
- /mi a ɹon/ or /mi de ɹon/
  - Estic corrent
- /a ɹon mi dida ɹon/ or /a ɹon mi ben(w)en a ɹon/
  - Estava corrent
- /mi did ɹon/ or /mi ben(w)en ɹon/
  - He corregut; havia corregut
- /mi a ɡo ɹon/
  - Correré

Com altres criolls caribencs (és a dir, el crioll guaianès i el crioll de San Andrés-Providencia; però no el sranan tongo) /fi/ té diverses funcions, incloent-hi:
- preposició directional, dativa o benefactiva
  - /dem a fait fi wi/ ('Ells estan lluitant per a nosaltres')
- preposició genitiva
  - /dat a fi mi buk/ ('aquest és el meu llibre')
- auxiliar modal per expressar obligació o possibilitat futura
  - /im fi kom op ja/ ('ell hauria de venir aquí')
- complementitzador pre-infinitiu
  - /unu hafi kiip samtiŋ faɹ de ɡini piipl-dem fi biit dem miuzik/ ('has d'aportar alguna cosa al poble guineà per reproduir la seva música')

### Sistema pronominal
El sistema pronominal de l'anglès estàndard té una distinció quàdruple de persona, número, gènere i cas. Algunes varietats del patuès jamaicà no tenen distinció de gènere o cas, però totes les varietats distingeixen entre el singular i el plural de segona persona (tu, vosaltres).
| Català    | Anglès            | Patuès             | Notes                                                  |
| --------- | ----------------- | ------------------ | ------------------------------------------------------ |
| Jo        | I, me             | /mi/               |                                                        |
| Tu        | you (singular)    | /ju/               |                                                        |
| ell       | he, him           | /im/               | pronunciat [ĩ] en les varietats basilectals            |
| ella      | she, her          | /ʃi/ o /im/        | sense distinció de gènere en les varietats basilectals |
| nosaltres | we, us, our       | we, us, our = /wi/ |                                                        |
| vosaltres | you (plural)      | /unu/              |                                                        |
| ells/es   | they, them, their | /dem/              |                                                        |

### Còpula
- el verb equatiu és a
  - /mi a di tiitʃa/ ('Sóc el mestre')
- el patuès jamaicà té un verb locatiu diferenciat deh
  - /wi de a london/ o /wi de inna london/ ('Som a Londres')
- amb els adjectius no es necessària la utilització de còpula
  - /mi haadbak nau/ ('Sóc vell ara')

Això és semblant a l'espanyol en el fet que tots dos tenen 2 formes distintes del verb "to be" - ser i estar -, ser és equatiu i estar és locatiu. Altres llengües, com el portuguès i l'italià, fan una distinció similar. (Vegeu Còpula Romànica.)

### Negació
- /no/ es fa servir com a negació en present:
  - /if kau no did nuo au im tɹuotuol tan im udn tʃaans pieɹsiid/ ('Si la vaca hagués sabut que la seva gola no seria capaç d'empassar-se una llavor de pera, no se l'hauria empassada')
- /kiaan/ es fa servir de la mateixa manera que can't en anglès
- /it un puoɹ tiŋ dat kiaan maʃ ant/ ('És una pobra cosa que no pot [ni] xafar una formiga')
- /neva/ és un participi passat negatiu
  - /dʒan neva tiif di moni/ ('En John no va robar els diners')

## Ortografia
Fa molt de temps que el patuès ha estat escrit amb diverses ortografies en comparació a l'anglès de manera que, per exemple, la paraula "there" (allà) pot ser escrita ⟨de⟩, ⟨deh⟩, o ⟨dere⟩, i la paraula "three" (tres) com ⟨tree⟩, ⟨tri⟩, o ⟨trii⟩. L'ortografia anglesa estàndard es fa servir sovint i de vegades una determinada ortografia no estàndard esdevé estesa encara que no hi hagi una relació fonètica (p. ex. ⟨pickney⟩ per /pikni/, en angles kid, 'nen').
L'any 2002, la Unitat de la Llengua jamaicana va ser instaurada a la Universitat de les Índies Occidentals a Mona per començar a estandarditzar la llengua, amb l'objectiu de donar suport als jamaicans de parla no anglesa segons les seves garanties constitucionals d'igualtat de drets, perquè els serveis de l'estat són normalment proporcionats en anglès, el qual una majoria de persones no pot parlar amb fluïdesa. La gran majoria d'aquestes persones són parlants de patuès jamaicà. Es va argumentar que el fracàs de proporcionar serveis de l'estat en una llengua d'ús tan general o el tractament discriminatori per part d'agents estatals basats en la incapacitat d'un ciutadà per fer servir l'anglès violava els drets dels ciutadans. La proposta va fer que la llibertat de discriminació basada en la llengua fos inserida a la Carta de Drets. Van estandarditzar l'alfabet jamaicà de la següent manera:
| Letter | Patuès | Anglès | Significat |
| ------ | ------ | ------ | ---------- |
| i      | sik    | sick   | malalt     |
| e      | bel    | bell   | campana    |
| a      | ban    | band   | banda      |
| o      | kot    | cut    | tall       |
| u      | kuk    | cook   | cuiner/a   |

| Letter | Patuès | Anglès | Significat |
| ------ | ------ | ------ | ---------- |
| ii     | tii    | tea    | te         |
| aa     | baal   | ball   | pilota     |
| uu     | shuut  | shoot  | disparar   |

| Letter | Patuès | Anglès | Significat |
| ------ | ------ | ------ | ---------- |
| ie     | kiek   | cake   | pastís     |
| uo     | gruo   | grow   | créixer    |
| ai     | bait   | bite   | mossegar   |
| ou     | kou    | cow    | vaca       |

Les vocals nasals s'escriuen amb -hn, as in kyaahn (can't) and iihn (isn't it?)
| Letter | Patois  | English |
| ------ | ------- | ------- |
| b      | biek    | bake    |
| d      | daag    | dog     |
| ch     | choch   | church  |
| f      | fuud    | food    |
| g      | guot    | goat    |
| h      | hen     | hen     |
| j      | joj     | judge   |
| k      | kait    | kite    |
| l      | liin    | lean    |
| m      | man     | man     |
| n      | nais    | nice    |
| ng     | sing    | sing    |
| p      | piil    | peel    |
| r      | ron     | run     |
| s      | sik     | sick    |
| sh     | shout   | shout   |
| t      | tuu     | two     |
| v      | vuot    | vote    |
| w      | wail    | wild    |
| y      | yong    | young   |
| z      | zuu     | zoo     |
| zh     | vorzhan | version |

La h s'escriu d'acord amb les pronúncies locals, de manera que hen (gallina) and en (final) és distingeixen en l'escriptura pels parlants occidentals però no pels centrals.

## Vocabulari
El patuès jamaicà conté molts manlleus, la majoria dels quals són d'origen africà, principalment del Twi (un dialecte de l'Àkan).
Molts d'altres manlleus provenen de l'anglès, però també n'hi ha que provenen de l'espanyol, portuguès, Hindi, Arawak i llengües africanes així com dialectes escocesos i irlandesos.
Els exemples de llengües africanes inclouen /se/ que significa això (p.ex /im tel mi se/="ell em va dir això"), i prové del Twi Ashanti, i "duppy", fantasma, agafat de la paraula Twi dupon ('arrel d'arbre del cotó'), a causa de la creença africana que els esperits malicious s'originen en les arrels dels arbres (a Jamaica i Ghana, particularment de l'arbre del cotó, anomenat en ambdós llocs "Odom"). El pronom /unu/, fet servir per la forma plural de tu, és agafat de la llengua Igbo. Red eboe descriu un persona negra de pell clara a causa del nombre de persones de pell clara entre els Igbo a mitjans del s. XVIII. De significat "ser" (a una ubicació) i ve del Yoruba. De l'Ashanti-Akan, ve el terme Obeah que significa "bruixeria", de la paraula Ɔbayi que també significa "bruixeria".
Els manlleus de l'Hindi inclouen ganja (marihuana), i janga (cranc de riu). Pickney o pickiney, que significa nen, agafat d'una forma més primerenca (piccaninny) va ser originalment manllevat del portuguès pequenino (el diminutiu de pequeno, petit) o l'espanyol pequeño.
Hi ha moltes paraules que es refereixen a aliments—ackee, callaloo, guinep, bammy, roti, dal, kamranga.
El patuès jamaicà té la seva pròpia varietat rica de renecs. Un del més fort és blood claat (juntament amb les formes raas claat, bomba claat, claat i altres—que es poden comparar amb el bloody de l'anglès australià i britànic, que es també considerat una profanitat).
Els homes homosexuals poden ser referits amb el terme pejoratiu /biips/, fish o batty nois.

### Frases d'exemple
- /tɹii man did a swim/ - Tres homes nedaren
- /mi aalmuos lik im/ - Quasi vaig ferir-lo[17]
- /im caan biit mi, im dʒos loki dat im won/ - Ell no em pot superar, simplement va tenir sort i em va guanyar[18]
- /dem pikni de out a audu/ - Aquella canalla és desobedient
- /siin/ - partícula afirmativa[19]
- /papiˈʃuo/ - Exhibició enganyosa, una persona que fa una exhibició insensata d'ella mateixa o una exclamació de sorpresa[20]
- /uman/ - Dona[21]
- /bwoi/ - Nen[22]
- /ɡjal/ - Nena
- /mi nu nuo/ - No ho sé